# Culicoides annuliductus
Culicoides annuliductus är en tvåvingeart som beskrevs av Vitale, Wirth och Aitken 1981. Culicoides annuliductus ingår i släktet Culicoides och familjen svidknott.
Artens utbredningsområde är Panama. Inga underarter finns listade i Catalogue of Life.